# Faustin Mennel

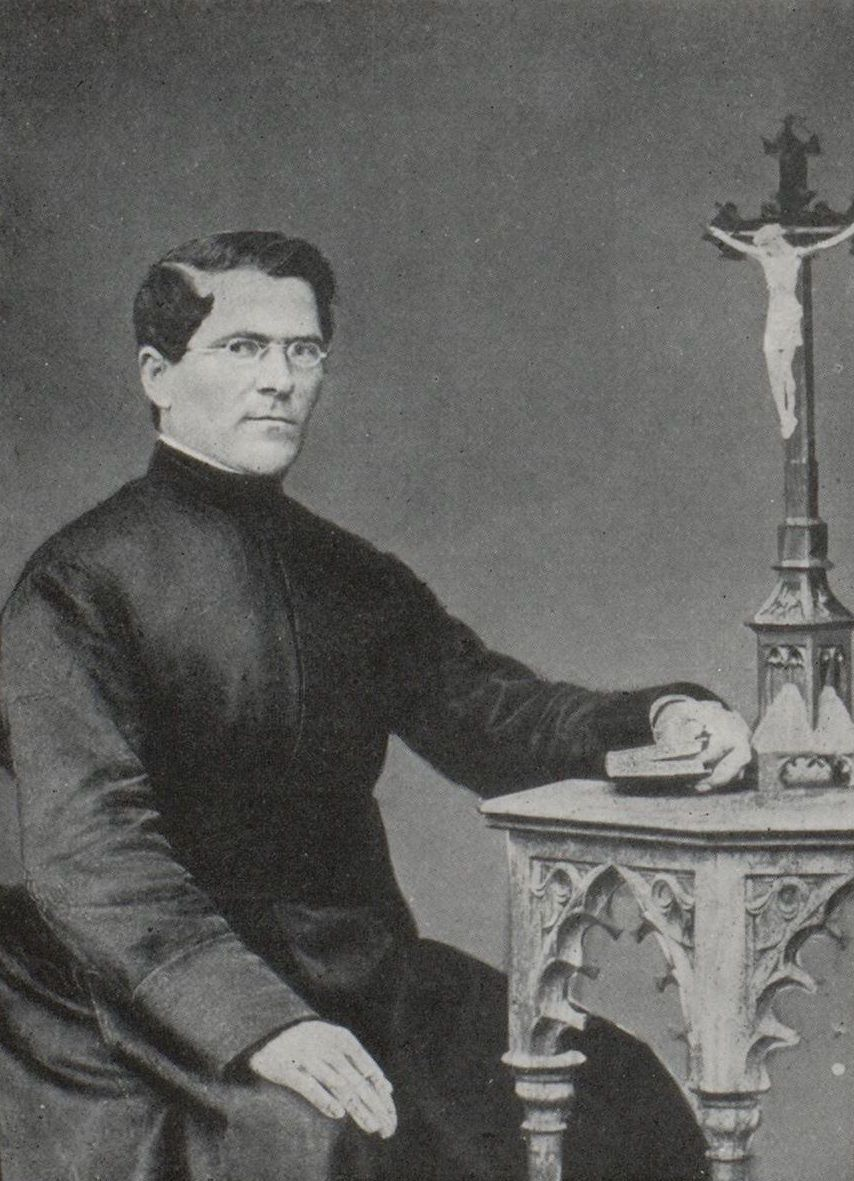
Faustin Mennel

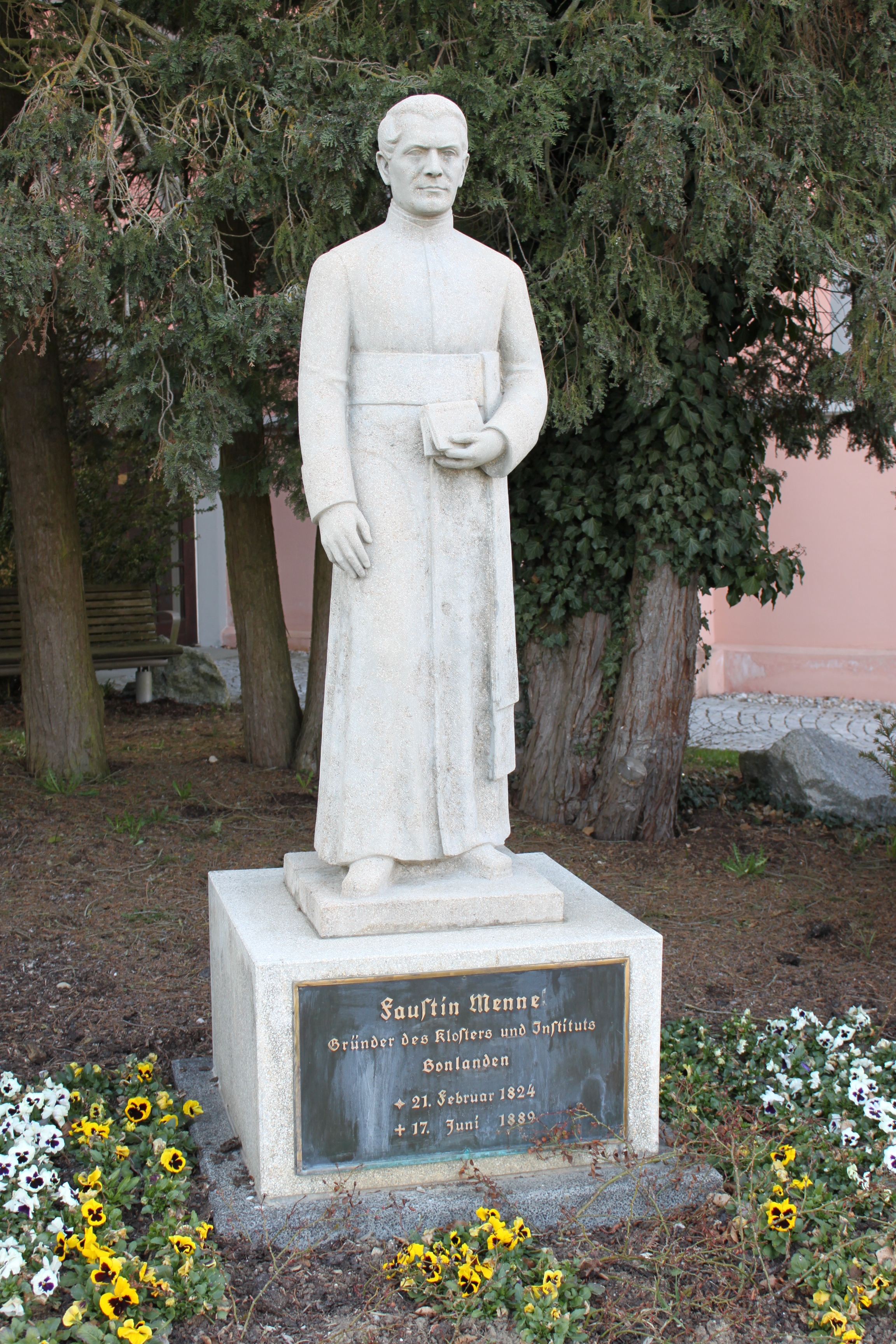
Statue von Faustin Mennel vor der Klosterkirche Bonlanden

Faustin Mennel (* 21. Februar 1824 in Hüttenweiler; † 17. Juni 1889 in Bonlanden), eigentlich Faustinus Mauritius Mennel,  war der Ordensgründer der Franziskanerinnen von der Unbefleckten Empfängnis Unserer Lieben Frau, einem Orden der Franziskanerinnen mit dem Mutterhaus Kloster Bonlanden in Bonlanden, einem Teilort von Berkheim an der Iller in Oberschwaben. 

## Leben
Geboren wurde Faustinus Mauritius Mennel in Hüttenweiler, einem Weiler der ehemals selbständigen  Gemeinde Roggenzell, die in die Stadt Wangen im Allgäu eingemeindet wurde. Von 1842 bis 1846 studierte er Katholische Theologie an der Eberhard-Karls-Universität in Tübingen. Am 6. September 1847 empfing er die Priesterweihe durch Erzbischof Hermann von Vicari im Freiburger Münster. Von 1847 bis 1854 war er nacheinander Vikar, Repetent und Pfarrverweser.
Seit dem 8. November 1853 war er Pfarrverweser in Erolzheim im heutigen Landkreis Biberach in Oberschwaben. Im Sommer 1854 kam er im Rahmen eines Vermächtnisses in den Besitz eines Bauplatzes für einen Klosterneubau. Der Überlieferung nach vertraute Faustin am 8. Dezember 1854, dem Fest der ohne Erbsünde empfangenen Jungfrau und Gottesmutter Maria, sein Werk der Gottesmutter an.
Die Grundsteinlegung des Klosters auf dem Gelände am nördlichen Ortsrand von Bonlanden, auf einem Höhenrücken zwischen Rot- und Illertal, erfolgte am 17. April 1855. Mennels Zielsetzung war, für Mädchen im ländlichen Raum ein Bildungs- und Erziehungsangebot aufzubauen. Der Einsatz der Franziskanerinnen von der Unbefleckten Empfängnis Unserer Lieben Frau gilt bis heute vor allem den Armen und Alten, der Bildung und Erziehung von Kindern und Jugendlichen, der Erwachsenenbildung sowie der Seelsorge.

## Franziskanerinnen von der Unbefleckten Empfängnis Unserer Lieben Frau

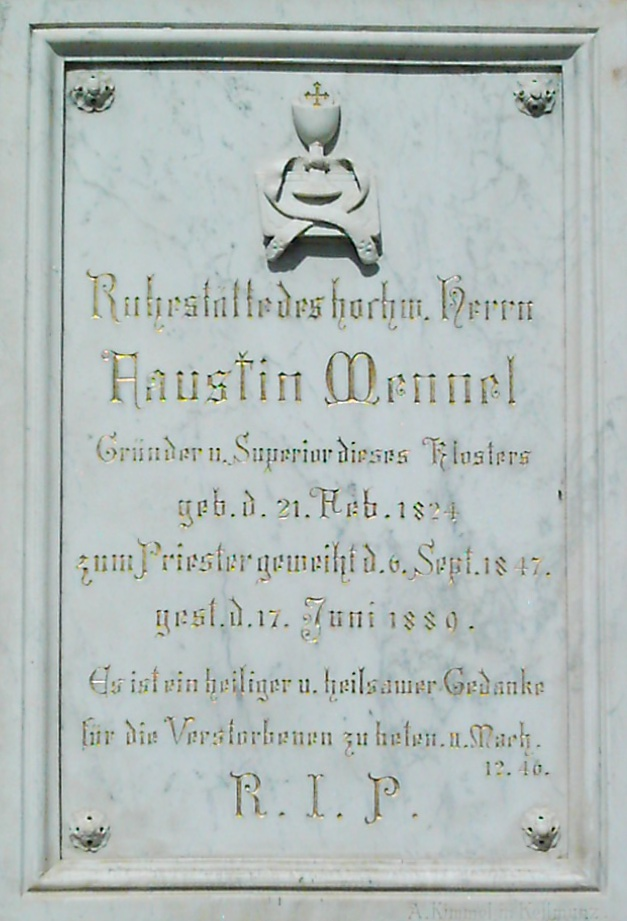
Gedenktafel in der Klosterkirche Bonlanden

Am 6. Juni 1855 erhielt das Kloster die vorläufige Genehmigung durch den damaligen Bischof der Diözese Rottenburg Josef von Lipp. Im November 1855 traten die ersten Kandidatinnen in das neue Kloster in Bonlanden ein. Zur Unterstützung der Einführung ins Ordensleben kamen zwei Franziskanerinnen aus dem Kloster Oggelsbeuren, das heute der Kongregation der Franziskanerinnen von Sießen zugehörig ist. Am 8. April 1856 wurde mit der Schul- und Erziehungstätigkeit im sogenannten Institut Bonlanden begonnen. Im selben Jahr wurde die Klosterkapelle geweiht. Am 12. November 1856 wurden die ersten Einkleidungen im Institut Bonlanden durchgeführt. Schon zwei Jahre später, am  7. Juni 1858, konnten die Franziskanerinnen von Oggelsbeuren wieder in ihr Kloster zurückkehren.
Am 4. Januar 1859 erkannte Bischof Joseph die Eigenständigkeit des Klosters Bonlanden an und Schwester Paulina Groß wurde zur Vorsteherin, später zur ersten Oberin des Klosters ernannt. Am 9. Dezember 1861 erfolgte die erste Professablegung in Bonlanden, am 17. September 1866 die Einweihung der Klosterkirche durch Bischof Joseph von Lipp. Sie wurde dem Heiligen Erzengel Michael geweiht. Am 12. Juni 1871 reiste Faustin Mennel nach Rom zu einer Papstaudienz bei Pius IX. Am 14. September 1881 fand die Feier des 25-jährigen Jubiläums des Erziehungsinstitutes Bonlanden statt.
Während der Zeiten des Kulturkampfes von 1882 bis 1888 durften keine neuen Einkleidungen von Schwestern vorgenommen werden. Von 1888 bis 1907 wurde eine staatliche Quote von zwei bis drei Einkleidungen geschaffen, die die Abgänge der Klosterfrauen durch Tod ersetzen sollte.
Am 17. Juni 1889 starb Faustin Mennel im Alter von 65 Jahren. Er ruht in einer Krypta unter dem Hochaltar der Klosterkirche St. Michael.